# پارک ورزشی دیوید فارینگتون
پارک ورزشی دیوید فارینگتون (به لاتین: David Farrington Park) یک ورزشگاه فوتبال در نیوزیلند است که در Cnr Weka Street and Miramar North Road, Wellington, New Zealand واقع شده‌است.